# Phyllopsora foliatella
Phyllopsora foliatella är en lavart som beskrevs av Elix. Phyllopsora foliatella ingår i släktet Phyllopsora och familjen Ramalinaceae.   Inga underarter finns listade i Catalogue of Life.